# Pseudauximus pallidus
Pseudauximus pallidus là một loài nhện trong họ Amaurobiidae.
Loài này thuộc chi Pseudauximus. Pseudauximus pallidus được William Frederick Purcell miêu tả năm 1903.